# Minna
Minna is een stad in Nigeria en is de hoofdplaats van de staat Niger. Het ligt in Chanchaga Local Government Area (LGA). Minna telt ongeveer 315.000 inwoners.
De stad kende een grote groei na de komst van de spoorweg: de lijn Kano-Baro in 1911 en de lijn Lagos-Jebba in 1915. Van hier werden landbouwproducten naar het zuiden getransporteerd. Daarnaast is er een steenbakkerij en een marmergroeve. In 1976 werd Minna de hoofdstad van de staat en werd het een administratief centrum.
De stad heeft een universiteit, de Federal University of Technology (FUTMINNA, geopend in 1983), normaalscholen en ziekenhuizen.
Vanuit Minna vertrekken wegen naar Bosso, Paiko en Bida. De stad heeft ook een luchthaven.

## Religie
De stad is de zetel van een rooms-katholiek bisdom.

## Sport
Voetbalclub Niger Tornadoes FC speelt in het Bako Kontagora Stadium in Minna.

## Geboren
- Ibrahim Babangida, militaire leider en dictator van Nigeria
- Ben Okri (1959), dichter en romanschrijver